# Eisner-díj a legjobb antológiának
Ebben a listában az Eisner-díj „legjobb antológia” kategóriájának jelöltjei és nyertesei találhatóak.
| Év   | Antológia                                                                      | Szerkesztők                                        | Kiadó                                                        |
| ---- | ------------------------------------------------------------------------------ | -------------------------------------------------- | ------------------------------------------------------------ |
| 2011 | The Anthology Project                                                          | Joy Ang és Nick Thornborrow                        | Lucidity Press                                               |
| 2011 | Korea as Viewed by 12 Creators                                                 | Nicolas Finet                                      | Fanfare/Ponent Mon                                           |
| 2011 | Liquid City, vol. 2                                                            | Sonny Liew és Lim Cheng Tju                        | Image Comics                                                 |
| 2011 | Mouse Guard: Legends of the Guard                                              | Paul Morrissey és David Petersen                   | Archaia Studios Press                                        |
| 2011 | Trickster: Native American Tales                                               | Dembicki                                           | Fulcrum Books                                                |
| 2010 | Abstract Comics                                                                | Andrei Molotiu                                     | Fantagraphics Books                                          |
| 2010 | Bob Dylan Revisited                                                            | Bob Weill                                          | W. W. Norton & Company                                       |
| 2010 | Flight 6                                                                       | Kazu Kibuishi                                      | Villard                                                      |
| 2010 | Popgun vol. 3                                                                  | Mark Andrew Smith, D. J. Kirkbride és Joe Keatinge | Image Comics                                                 |
| 2010 | Syncopated: An Anthology of Nonfiction Picto-Essays                            | Brendan Burford                                    | Villard                                                      |
| 2010 | What is Torch Tiger?                                                           | Paul Briggs                                        | Torch Tiger                                                  |
| 2009 | An Anthology of Graphic Fiction, Cartoons, and True Stories, vol. 2            | Ivan Brunetti                                      | Yale University Press                                        |
| 2009 | The Best American Comics 2008                                                  | Lynda Barry                                        | Houghton Mifflin Harcourt                                    |
| 2009 | Comic Book Tattoo: Narrative Art Inspired by the Lyrics and Music of Tori Amos | Rantz Hoseley                                      | Image Comics                                                 |
| 2009 | Kramers Ergot 7                                                                | Sammy Harkham                                      | Buenaventura Press                                           |
| 2009 | MySpace Dark Horse Presents                                                    | Scott Allie és Sierra Hahn                         | Dark Horse Comics                                            |
| 2008 | The Best American Comics 2007                                                  | Anne Elizabeth Moore és Chris Ware                 | Houghton Mifflin Harcourt                                    |
| 2008 | 5                                                                              |                                                    | magánkiadás                                                  |
| 2008 | Mome                                                                           | Gary Groth és Eric Reynolds                        | Fantagraphics Books                                          |
| 2008 | Postcards: True Stories That Never Happened                                    | Jason Rodriguez                                    | Villard                                                      |
| 2008 | 24Seven, vol. 2                                                                | Ivan Brandon                                       | Image Comics                                                 |
| 2007 | Fables: 1001 Nights of Snowfall                                                | Karen Berger, Shelly Bond és Angela Rufino         | Vertigo                                                      |
| 2007 | Hotwire Comix and Capers #1                                                    | Glenn Head                                         | Fantagraphics Books                                          |
| 2007 | Japan as Viewed by 17 Creators                                                 | Frédéric Boilet                                    | Fanfare/Ponent Mon                                           |
| 2007 | Kramers Ergot 6                                                                | Sammy Harkham                                      | Buenaventura Press                                           |
| 2007 | Project: Romantic                                                              | Chris Pitzer                                       | AdHouse Books                                                |
| 2006 | The Dark Horse Book of the Dead                                                | Scott Allie                                        | Dark Horse Comics                                            |
| 2006 | Flight, vol. 2                                                                 | Kazu Kibuishi                                      | Image Comics                                                 |
| 2006 | Mome                                                                           | Gary Groth és Eric Reynolds                        | Fantagraphics Books                                          |
| 2006 | Solo                                                                           | Mark Chiarello                                     | DC Comics                                                    |
| 2006 | 24 Hour Comics Day Highlights 2005                                             | Nat Gertler                                        | About Comics                                                 |
| 2005 | Common Grounds                                                                 | Jim McLauchlin                                     | Top Cow, Image Comics                                        |
| 2005 | The Dark Horse Book of Witchcraft                                              | Scott Allie                                        | Dark Horse Comics                                            |
| 2005 | The Matrix Comics, vol. 2                                                      | Spencer Lamm                                       | Burlyman Entertainment                                       |
| 2005 | McSweeney’s Quarterly #13                                                      | Chris Ware                                         | McSweeney’s                                                  |
| 2005 | Michael Chabon Presents The Amazing Adventures of the Escapist                 | Diana Schutz és David Land                         | Dark Horse Comics                                            |
| 2004 | AutobioGraphix                                                                 | Diana Schutz                                       | Dark Horse Comics                                            |
| 2004 | The Dark Horse Book of Hauntings                                               | Scott Allie                                        | Dark Horse Comics                                            |
| 2004 | Drawn and Quarterly 5                                                          | Chris Oliveros                                     | Drawn and Quarterly                                          |
| 2004 | Little Lit: It Was a Dark and Silly Night                                      | Art Spiegelman és Francoise Mouly                  | HarperCollins                                                |
| 2004 | Project: Telstar                                                               | Chris Pitzer                                       | AdHouse Books                                                |
| 2004 | The Sandman: Endless Nights                                                    | Karen Berger és Shelly Bond                        | Vertigo                                                      |
| 2003 | Orchid                                                                         | Ben Catmull és Dylan Williams                      | Sparkplug Comic Books                                        |
| 2003 | Rosetta: A Comics Anthology                                                    | Ng Suat Tong                                       | Alternative Comics                                           |
| 2003 | SPX 2002                                                                       |                                                    | Comic Book Legal Defense Fund                                |
| 2003 | Super Manga Blast                                                              | Tim Ervin-Gore                                     | Dark Horse Comics                                            |
| 2002 | Bizarro Comics                                                                 | Joey Cavalieri                                     | DC Comics                                                    |
| 2002 | Comics Journal Winter Special 2002                                             | Gary Groth és Anne Elizabeth Moore                 | Fantagraphics Books                                          |
| 2002 | Drawn and Quarterly, vol. 4                                                    | Chris Oliveros                                     | Drawn and Quarterly                                          |
| 2002 | Little Lit: Strange Stories for Strange Kids                                   | Art Spiegelman és Francoise Mouly                  | HarperCollins                                                |
| 2002 | Oni Press Summer Color Special 2001                                            | Jamie Rich                                         | Oni Press                                                    |
| 2001 | Drawn and Quarterly, vol. 3                                                    | Chris Oliveros                                     | Drawn and Quarterly                                          |
| 2001 | Expo 2000                                                                      | Tom Devlin és mások                                | The Expo                                                     |
| 2001 | Little Lit                                                                     | Art Spiegelman és Francoise Mouly                  | HarperCollins                                                |
| 2001 | Strapazin: Bubbles ’n’ Boxes and Beyond                                        | Patrizia Crivelli és mások                         | Swiss Institute of New York, Swiss Federal Office of Culture |
| 2001 | Streetwise                                                                     | Jon B. Cooke és John Morrow                        | TwoMorrows Publishing                                        |
| 2000 | Blab                                                                           | Monte Beauchamp                                    | Fantagraphics Books                                          |
| 2000 | Brainbomb                                                                      | Brian Clopper                                      | Behemoth Books                                               |
| 2000 | Comix 2000                                                                     | Jean-Christophe Menu                               | L’Association                                                |
| 2000 | Dignifying Science                                                             | Jim Ottaviani                                      | G.T. Labs                                                    |
| 2000 | Jet Lag                                                                        |                                                    | Actus Tragicus                                               |
| 2000 | Tomorrow Stories                                                               |                                                    | America’s Best Comics                                        |
| 1999 | The Big Book of Bad                                                            | Andrew Helfer                                      | Paradox Press                                                |
| 1999 | Grendel: Black, White, and Red                                                 | Diana Schutz                                       | Dark Horse Comics                                            |
| 1999 | Negative Burn #50                                                              | Joe Pruett                                         | Caliber Comics                                               |
| 1999 | Oni Double Feature                                                             | Bob Schreck                                        | Oni Press                                                    |
| 1999 | Trilogy Tour II                                                                |                                                    | Cartoon Books                                                |
| 1998 | Blab #9                                                                        | Monte Beauchamp                                    | Fantagraphics Books                                          |
| 1998 | Hellboy Christmas Special                                                      | Scott Allie                                        | Dark Horse Comics                                            |
| 1998 | Mind Riot                                                                      | Karen Hirsch                                       | Aladdin Paperbacks                                           |
| 1998 | Two-Fisted Science                                                             | Jim Ottaviani                                      | General Tektronics Labs                                      |
| 1998 | Vertigo: Winters Edge                                                          | Shelly Roeberg                                     | Vertigo                                                      |
| 1998 | Zero Zero                                                                      | Kim Thompson                                       | Fantagraphics Books                                          |
| 1997 | Batman: Black and White                                                        | Mark Chiarello és Scott Peterson                   | DC Comics                                                    |
| 1997 | The Big Book of Hoaxes                                                         | Jim Higgins                                        | Paradox Press                                                |
| 1997 | A Decade of Dark Horse                                                         | Randy Stradley                                     | Dark Horse Comics                                            |
| 1997 | Negative Burn                                                                  | Joe Pruett                                         | Caliber Comics                                               |
| 1997 | Shi: Kaidan                                                                    | Tony Bedard                                        | Crusade Comics                                               |
| 1996 | The Big Book of Conspiracies                                                   | Bronwyn Taggart                                    | Paradox Press                                                |
| 1996 | Blab #8                                                                        | Monte Beauchamp                                    | Kitchen Sink Press                                           |
| 1996 | Drawn and Quarterly                                                            | Chris Oliveros                                     | Drawn and Quarterly                                          |
| 1996 | Weird Business                                                                 | Joe R. Lansdale és Richard Klaw                    | Mojo Press                                                   |
| 1996 | Zero Zero                                                                      | Kim Thompson                                       | Fantagraphics Books                                          |
| 1995 | The Big Book of Urban Legends                                                  | Andy Helfer                                        | Paradox Press                                                |
| 1995 | Dark Horse Presents                                                            | Randy Stradley és Bob Schreck                      | Dark Horse Comics                                            |
| 1995 | Drawn and Quarterly                                                            | Chris Oliveros                                     | Drawn and Quarterly                                          |
| 1995 | Twisted Sisters                                                                | Diane Noomin                                       | Kitchen Sink Press                                           |
| 1994 | Dark Horse Presents                                                            | Randy Stradley                                     | Dark Horse Comics                                            |
| 1994 | Andrew Vacchs’ Hard Looks                                                      | Jerry Prosser                                      | Dark Horse Comics                                            |
| 1994 | Ray Bradury Comics                                                             | Howard Zimmerman                                   | Topps Comics                                                 |
| 1994 | Real Stuff                                                                     | Dennis Eichhorn                                    | Fantagraphics Books                                          |
| 1994 | Vertigo Jam                                                                    | Karen Berger                                       | Vertigo                                                      |
| 1993 | Drawn and Quarterly                                                            | Chris Oliveros                                     | Drawn and Quarterly                                          |
| 1993 | The Ray Bradbury Chronicles                                                    | Byron Preiss                                       | Bantam Books                                                 |
| 1993 | Real Stuff                                                                     | Dennis Eichhorn                                    | Fantagraphics Books                                          |
| 1993 | The Residents: Freak Show                                                      | Jerry Prosser és Rich Shupe                        | Dark Horse Comics                                            |
| 1993 | Rubber Blanket                                                                 | David Mazzucchelli és Richmond Lewis               | Rubber Blanket Press                                         |
| 1993 | Taboo                                                                          | Steve Bissette                                     | SpiderBaby Graphix, Tundra Publishing                        |
| 1992 | A1 #5                                                                          | Dave Elliott és Gary Leach                         | Atomeka Press                                                |
| 1992 | Dark Horse Presents                                                            | Randy Stradley                                     | Dark Horse Comics                                            |
| 1992 | Raw v2 #3                                                                      | Art Spiegelman és Francoise Mouly                  | Raw, Penguin Books                                           |
| 1992 | Taboo #5                                                                       | Steve Bissette és mások                            | Spiderbaby Grafix, Tundra Publishing                         |
| 1992 | Twisted Sisters                                                                | Diane Noomin                                       | Penguin Books                                                |